# Champagne Supernova
〈Champagne Supernova〉는 영국의 록 밴드 오아시스의 곡이다.
작곡가는 오아시스 갤러거 형제의 형인 노엘 갤러거이며 2집인 《(What's the Story) Morning Glory?》의 마지막 트랙이다. 7분 31초에 달하는 장대한 길이의 곡이며, 폴 웰러와 노엘 갤러거의 웅장한 기타 솔로로 곡과 앨범을 마무리한다.
곡의 제목인 〈Champagne Supernova〉는 80년대와 90년대에 유행하던 마티니 칵테일의 한 종류이며 잔 주변에 코카인을 바른것이 특징이다.
〈Champagne Supernova〉의 가사중 일부는 마약에 취한 채 만들어졌다고 노엘이 1995년 NME에 인정했다.

## 뮤직 비디오
이 곡의 영상은 나이젤 딕이 감독했으며 1996년 2월 15일에서 16일 사이에 영국 런던의 일링 스튜디오에서 촬영되었다.

## 인증
| 국가                                                            | 인증     | 판매량/출하량 |
| --------------------------------------------------------------- | -------- | ------------- |
| 영국 (BPI)                                                      | 플래티넘 | 600,000       |
| 미국 (RIAA)                                                     | 골드     | 500,000^      |
| ^출하량을 기반으로 한 인증 · 판매량+스트리밍을 기반으로 한 인증 |          |               |